# Брэдли, Тимоти
Тимоти Брэдли (англ. Timothy Bradley; 29 августа 1983 года) — американский боксёр-профессионал, выступающий в полусредней весовой категории. Чемпион мира в 1-й полусредней (WBC, 2008—2009, 2011; WBO, 2009—2012) и полусредней (WBO, 2012—2014, 2015—н.в.) весовых категориях. Прототип Адониса Крида.
Один из лучших боксёров современности, с 2010 по 2016 год стабильно входил в 10 сильнейших боксёров мира. Его бой с Проводниковым стал боем года.
Провёл 12 титульных боёв. одержал 11 побед и потерпел одно поражение. За свою карьеру победил 11 чемпионов мира и лишь дважды проиграл Мэнни Пакьяо.
Лучшая позиция в рейтинге Pound for Pound — 3 (2013—2014).

## Любительская карьера
- 2000 Выиграл серебро на национальной атлетический лиге (PAL) Чемпионат (147 фунтов) проиграл в финале Энтони Томпсону.
- 2001 Выиграл золото на национальном чемпионате США (147 фунтов).
- 2001 Выиграл золото на национальной атлетический лиге (PAL) Чемпионат (147 фунтов) в финале победил Джеймса Пэрисона.
- 2002 Выиграл серебро на турнире наций во Франции, (147 фунтов) проиграл в финале Хавьеру Ноэлю.
- 2002 Выиграл серебро на турнире American Boxing Classics Tournament (147 фунтов)
- 2002 Дошёл до четвертьфинала чемпионата США (147 фунтов), проиграл Жану Макперсону.
- 2003 Выиграл серебро на национальном чемпионате Golden Gloves (147 фунтов) в финале проиграл Андре Уорду.
- 2003 Выиграл бронзу на чемпионате США (152 фунтов) проиграл в полуфинале Андре Берто.
- 2003 Выиграл бронзу на национальной атлетический лиге (PAL) Чемпионат, (152 фунтов), проиграл Эду Джозефу.
- 2003 Принял участие на турнире «Игры Титанов» (152 фунтов) проиграл во втором бою Альфредо Ангуло.
- 2004 Принял участие на отборочном турнире на Олимпийские игры (152 фунтов), проиграл Ванесу Мартиросяну.

## Профессиональная карьера

### Полусредний вес
Дебютировал в августе 2004 года в полусредней весовой категории.
23 сентября 2005 года в восьмом поединке на профессиональном ринге победил по очкам мексиканца Франсиско Рикона, и завоевал молодёжный титул чемпиона мира по версии WBC.
2 февраля 2006 года защитил титул в бою с Рафаэлем Ортисом. В марте защитил титул с непобеждённым соотечественником Эли Эддисону (8-0).

### Второй лёгкий вес

#### Бой с Хайме Ранхел
В декабре 2006 года Брэдли вышел на ринг против колумбийца Хайме Ранхела. За счёт скорости и техники Брэдли выигрывал бой. В середине 8-м раунде произошло несколько столкновений головами. В середине 8-го раунда после очередного столкновения головами рефери развёл бойцов и вызвал врача на осмотр колумбийца. У Ранхеля кровоточило рассечение над правым глазом. Доктор посоветовал прекратить бой. Рефери остановил поединок. По правилам в случае остановки боя из-за рассечения, вызванного непреднамеренным ударом головой, происходит подсчёт очков. Все три судьи поставили одинаковые оценки 79—73 в пользу Брэдли.

#### Бой с Мануэлем Гарника
В феврале 2007 года Тимоти Брэдли вышел на ринг против мексиканца Мануэла Гарники. В конце 2-го раунда Брэдли провёл левый хук в подбородок противника. Гарника пошатнулся, и спасаясь от повторных ударов, опустился на пол. Он встал на счёт 3. Брэдли не успел добить противника. В начале 4-го раунда американец прижал мексиканца в канатам и провёл правый хук. Гарника, спасаясь от повторной атаки, вновь опустился на канвас. Он поднялся на счёт 4. Брэдли сразу же бросился добивать противника. Гарника поначалу пытался спастись в клинчах, но позже начал идти на обострение, вступая с американцем в размен. В конце 4-го раунда Гарника выбросил правый хук. Брэдли увернулся и сразу же провёл контрудар — акцентированный правый хук в голову. Гарника упал на пол, едва не вывалившись за ринг. Он поднялся на счёт 5. После возобновления сразу же прозвучал гонг. По итогам 8-ми раундов единогласным решением победил Брэдли.

#### Бой с Дональдом Камарена
В июне 2007 года Брэдли вышел на ринг против Дональда Камарены. Брэдли уступал противнику по антропологическим показателям, однако превосходил соперника в скорости и технике. По итогам 10 раундов судьи с большим преимуществом отдали победу Тимоти Брэдли.
27 июля 2007 года победил по очкам боксёра из Мексики, Мигеля Васкеса.
В марте 2008 года должен был пройти отборочный бой за чемпионски титул по версии WBC в 1-м полусреднем весе между Тимоти Брэдли и мексиканцем Хосе Луисом Кастильо. Однако Кастильо не смог уложиться в рамках весовой категории. Поединок был отменён, а Брэдли получил статус претендента на титул без боя.

#### Чемпионский бой с Джуниором Уиттером
В мае 2008 года Тимоти Брэдли встретился с чемпионом мира в 1-м полусреднем весе по версии WBC британцем Джуниором Уиттером. В конце 6-го раунда Брэдли провёл точный правый хук в голову чемпиона. Уиттер рухнул на канвас. Он поднялся на счёт 6. Брэдли попытался его добивать, но британец смог отбегаться. По итогам 12 раундов судьи раздельным решением отдали победу Тимоти Брэдли.

#### Бой с Эднером Черри
В сентябре 2008 года Брэдли вышел на ринг против багамца Эднера Черри. Чемпион контролировал ход поединка: он быстрее двигался и точнее бил. В середине 8-го раунда Брэдли пробил правый кросс в бороду. Черри упал, но сразу же поднялся. Чемпион попытался добить противника, но багамец смог отбегаться. По итогам 12-рауднов судьи с большим преимуществом отдали Брэдли победу.

#### Объединительный бой с Кендаллом Холтом
4 апреля 2009 года Тимоти Бредли вышел на объединительный бой с американцем, чемпионом WBO, Кендаллом Холтом. В первом раунде левым хуком Холт послал Бредли в нокдаун. Тимоти впервые был в нокдауне за профессиональную карьеру. Бредли выровнял бой, и выиграл его по очкам, объединив титулы WBC и WBO.
1 августа 2009 года Тимоти вышел на защиту титула против американца Нейта Кэмпбелла. Тимоти выигрывал бой, но в конце третьего раунда произошло столкновение головами. поединок признали несостоявшимся.

#### Бой с Ламонтом Питерсоном
В декабре 2009 года Питерсон встретился с «полноценным» чемпионом мира по версии WBO в 1-м полусреднем весе Тимоти Брэдли. В 3-м раунде после удара правой Питерсон побывал на полу, но смог подняться и достоять до финального гонга, по ходу встречи оказывая достойное, хотя и безуспешное, сопротивление Брэдли. По итогам 12 раундов судьи отдали победу Тимоти со счётом 118—110, 119—108 и 120—107.

### Возвращение в полусредний вес

#### Бой против Пакьяо
9 июня 2012 года Тимоти вышел на ринг с легендарным боксёром, Мэнни Пакьяо. Бой продлился 12 раундов. Первые раунды были равными, но начиная с 3 по 9 Пакьяо захватил инициативу, сумев потрясти американца в 3, 4 и 5 раундах. В «чемпионских» раундах в Мэнни стала заметна усталость. Последние раунды остались за Брэдли. За весь бой Пакьяо попал 253 удара, из них 190 силовые, а Брэдли попал 159 ударов, из них 109 силовые. После финального гонга неофициальный судья Харольд Ледерман дал 119—109 в пользу Пакьяо. Когда Брэдли подняли руку, зал был в шоке. В послематчевом интервью, когда Тим Брэдли заявил, что каждый раунд был очень равным, публика негативно отреагировала на это, а когда Пакьяо перед всем залом и самим Брэдли сказал «Я явно выиграл этот бой», публика поприветствовала филиппинца одобрительным свистом. Решение было более чем скандальным. Брэдли пообещал дать Пакьяо реванш до конца года. Однако Пакьяо вместо реванша с Брэдли предпочёл провести 4 бой с Хуаном Мануэлем Маркесом.

#### Бой против Проводникова
16 марта 2013 года Тимоти в свободной защите титула вышел на ринг с малоизвестным на тот момент российским боксёром, Русланом Проводниковым. Проводников был полным аутсайдером перед боем, ставки на его победу составляли 1 к 22. Бой был очень открытый и зрелищный. Руслан сделал невероятное, первые два раунда он сокрушал чемпиона. То же повторилось и в финальном раунде, и в конце 12-го раунда Проводников отправил Бредли на канвас. Тимоти смог встать. Середину боя выиграл американец, и в конечном счёте победил Проводникова по очкам с минимальным преимуществом. После боя Бредли отправился в больницу с сотрясением мозга.

#### Бой против Маркеса
12 октября 2013 года встретился с Хуаном Мануэлем Маркесом. На протяжении большинства раундов поединок был конкурентным. Представитель США в своей излюбленной манере часто атаковал, был точнее и даже несколько раз потряс мексиканца, Маркес в свою очередь был менее активен и точен. По итогам боя судьи раздельным решением отдали победу Брэдли 116—112, 115—113, 113—115.

#### Реванш с Пакьяо
12 апреля 2014 года состоялся реванш Менни Пакьяо с Тимоти Брэдли. Бой начался с разведки, но было видно, что Бредли пытается поймать Пакьяо встречным ударом и это у него иногда неплохо получалось, далее по ходу встречи стало видно, что Бредли значительно улучшил свои боксёрские качества и первая половина боя прошла в конкурентной борьбе, но вот начиная с 7-го раунда Пакьяо захватил инициативу и начал серийно обрабатывать американца, а тот в ответ лишь бравировал стоя у канатов. Во второй половине боя американцу можно было отдать лишь 11-й раунд, остальные уверенно взял филиппинец. По подсчёту комментаторов HBO счёт выглядел следующим образом 10:2 8:4 и 11:1 в пользу Пакьяо, а независимый судья Харольд Ледерман насчитал 116:112 Пакьяо, что вполне соответствовало происходившему в ринге. Таким образом Пакьяо победил 3-го в п4п боксёра, однако по мнению многих утерял свой темп и стал больше думать о защите. Единогласным решением победу одержал Пакьяо: 116—112, 118—110, 116—112. После боя боксёры пожали руки и Бредли заявил, что у него нет никаких претензий, а Пакьяо победил справедливо.

#### Бой с Диего Чавесом
Поединок между Тимоти Брэдли и Диего Чавесом выдался не просто интересным, а захватывающим. Во втором раунде из-за случайного столкновения головами оба бойца получили случайное рассечение.
Оба боксёра отлично отработали на ринге, получив одинаковое количество очков. В результате 12 раундов счёт судейских записок был таковым: 116—112 для Чавеса, 115—113 — Брэдли и 114—114.

#### Бой с Джесси Варгасом
27 июня 2015 года в бою за титул временного чемпиона мира в полусреднем весе по версии WBO против Тимоти Брэдли Джесси Варгас потерпел первое поражение в профессиональной карьере. Результатом стала победа Брэдли единогласным решением судей (112—115, 112—116, 111—117).[3]

#### Бой с Брэндоном Риосом
7 ноября 2015 года Тимоти Бредли победил Брендона Риоса техническим нокаутом в девятом раунде в бою за титул чемпиона мира по версии WBO в полусреднем весе.

#### Третий бой с Мэнни Пакьяо
9 апреля 2016 года состоялась третья встреча между Тимоти Брэдли и Мэнни Пакьяо. Ставки букмекеров принимались из расчёта 1.4 к 3.2 на Пакьяо. Бой начался спокойно, без спешки, боксёры выбрасывали одиночные удары и как правило работали на точность, а не количество выброшенных ударов. Первые три раунда проходили с переменным успехом, у каждого были свои удачные моменты, но начиная с четвёртого, Пакьяо активизировался и начал выбрасывать связки из 3-4 ударов, как правило очень выверенно и точно, то же самое происходило и в пятом. Шестой раунд был небогатым на события, а вот в седьмом, Пак-Мэн трёх-ударной комбинацией оформил лёгкий нокдаун. Восьмой раунд выиграл Бредли, за счёт прессинга и активности, а в девятом филиппинец удвоил успех отправив американца на настил коротким левым крюком. Оставшаяся часть поединка проходила в спокойном темпе, где Пакьяо выглядел лучше. Как итог, все трое судей выставили счёт 116—110 в пользу Пакьяо. После боя, боксёры тепло высказались друг о друге, а Пакьяо в свою очередь, на послематчевой пресс-конференции, объявил о завершении спортивной карьеры, так как в мае он будет баллотироваться в сенат Филиппин на должность конгрессмена.

## Результаты боёв
В таблице перечислены результаты всех поединков боксёров.
В каждой строке указан результат поединка. Дополнительно номер поединка обозначен цветом, который обозначает итог поединка. Расшифровка обозначений и цветов представлена в нижеследующей таблице.
| Пример | Расшифровка                     |
| ------ | ------------------------------- |
|        | Победа                          |
|        | Ничья                           |
|        | Поражение                       |
|        | Планируемый поединок            |
|        | Поединок признан несостоявшимся |
| КО     | Нокаут                          |
| ТКО    | Технический нокаут              |
| PTS    | Решение судей (по очкам)        |
| UD     | Единогласное решение судей      |
| MD     | Решение большинства судей       |
| SD     | Раздельное решение судей        |
| RTD    | Отказ от продолжения боя        |
| DQ     | Дисквалификация                 |
| NC     | Поединок признан несостоявшимся |

| Бой | Рекорд      | Дата             | Соперник                      | Место боя                                 | Результат         | Комментарии |
| --- | ----------- | ---------------- | ----------------------------- | ----------------------------------------- | ----------------- | --- |
| 37  | 33-2-1, 1NC | 9 апреля 2016    | Мэнни Пакьяо (57-6-2)         | MGM Grand, Лас-Вегас, Невада, США         | UD (12)           | Бой за вакантный титул WBO International.                                                                                                   |
| 36  | 33-1-1, 1NC | 7 ноября 2015    | Брэндон Риос (33-2-1)         | Лас-Вегас, Невада, США                    | TKO 9 (12), 2:49  | 1-я защита титула чемпиона мира по версии WBO. Риос в дважды нокдауне в 9 раунде.                                                           |
| 35  | 32-1-1, 1NC | 27 июня 2015     | Джесси Варгас (26-0-0)        | Лос-Анджелес, Калифорния, США             | UD (12)           | Завоевал вакантный титул временного чемпиона мира по версии WBO в полусреднем весе. Счёт: 115—112, 116—112, 117—111.                        |
| 34  | 31-1-1, 1NC | 13 декабря 2014  | Диего Чавес (23-2-0)          | Лас-Вегас, Невада, США                    | SD (12)           | 115-113, 112—116, 114—114. |
| 33  | 31-1, 1NC   | 12 апреля 2014   | Мэнни Пакьяо (55-5-2)         | MGM Grand, Лас-Вегас, Невада, США         | UD (12)           | 112-116, 110—118, 112—116. Проиграл титул WBO в полусреднем весе.                                                                           |
| 32  | 31-0, 1NC   | 12 октября 2013  | Хуан Мануэль Маркес (55-6-1)  | MGM Grand, Лас-Вегас, Невада, США         | SD (12)           | 115-113, 116—112, 113—115. Защитил титул WBO в полусреднем весе.                                                                            |
| 31  | 30-0, 1NC   | 16 марта 2013    | Руслан Проводников (22-1-0)   | Хоум Дипо Сентер, Карсон, Калифорния, США | UD (12)           | 115-112, 114—113, 114—113. Защитил титул WBO в полусреднем весе. Брэдли в нокдауне в 12 раунде.                                             |
| 30  | 29-0, 1NC   | 9 июня 2012      | Мэнни Пакьяо (54-3-2)         | MGM Grand, Лас-Вегас, Невада, США         | SD (12)           | 115-113, 115—113, 113—115. Выиграл титул WBO в полусреднем весе.                                                                            |
| 29  | 28-0, 1NC   | 12 ноября 2011   | Хоэль Касамайор (38-5-1)      | MGM Grand, Лас-Вегас, Невада, США         | TKO 8 (12), 2:59  | Защитил титул WBO в первом полусреднем весе. Касамайор оштрафован в 4 раунде, в нокдаунах в 5, 6, 8 раундах.                                |
| 28  | 27-0, 1NC   | 29 января 2011   | Девон Александер (21-0-0)     | Понтиак (Мичиган), США                    | TD 10 (12), 3:00  | 97-93, 96-95, 98-93. Защитил титулы WBO и WBC в первом полусреднем весе.                                                                    |
| 27  | 26-0, 1NC   | 17 июля 2010     | Луис Абрегу (29-0-0)          | Ранчо-Мираж, Калифорния, США              | UD (12)           | 118-110, 117-111, 116-112. |
| 26  | 25-0, 1NC   | 12 декабря 2009  | Ламонт Питерсон (27-0-0)      | Ранчо-Мираж, Калифорния, США              | UD (12)           | 118-109, 119—108, 120—107. Защитил титул WBO в первом полусреднем весе. Питерсон в нокдауне в 3 раунде.                                     |
| 25  | 24-0, 1NC   | 1 августа 2009   | Нейт Кэмпбелл (33-5-1)        | Ранчо-Мираж, Калифорния, США              | NC 3 (12), 3:00   | Защитил титул WBO в первом полусреднем весе.                                                                                                |
| 24  | 24-0        | 4 апреля 2009    | Кендалл Холт (25-2-0)         | Bell Centre, Монреаль, Квебек, Канада     | UD (12)           | 115-111, 114—112, 115—111. Выиграл титул WBO, защитил титул WBC в первом полусреднем весе.                                                  |
| 23  | 23-0        | 13 сентября 2008 | Эднер Черри (24-5-2)          | Билокси, Миссисипи, США                   | UD (12)           | 118-109, 117—110, 119—109. Защитил титул WBC в первом полусреднем весе.                                                                     |
| 22  | 22-0        | 10 мая 2008      | Джуниор Уиттер (36-1-2)       | Ноттингем, Ноттингемшир, Великобритания   | SD (12)           | 112-115, 114—113, 115—113. Выиграл титул WBC в первом полусреднем весе (первый титул чемпиона мира в карьере Брэдли).                       |
| 21  | 21-0        | 27 июля 2007     | Мигель Васкес (18-1-0)        | Корона Калифорния, США                    | UD (10)           | 100-90, 99-91, 98-92. Защитил молодёжный титул WBC в первом полусреднем весе.                                                               |
| 20  | 20-0        | 1 июня 2007      | Дональд Камарена (18-3-0)     | Санта-Айнес, США                          | UD (10)           | 99-91, 99-91, 100-90. |
| 19  | 19-0        | 13 апреля 2007   | Нассер Атумани (20-3-1)       | Онтарио (Калифорния), США                 | TKO 5 (10), 1:35  | |
| 18  | 18-0        | 2 февраля 2007   | Мануэль Гарника (23-6)        | Санта-Айнес, США                          | UD (8)            | 80-69, 79-70, 78-71. Защитил молодёжный титул WBC в первом полусреднем весе. Гарника в нокдауне во 2 раунде и 2 раза в нокдауне в 4 раунде. |
| 17  | 17-0        | 1 декабря 2006   | Хайме Ранхель (30-9-1)        | Санта-Айнес, США                          | TD 8 (8), 1:31    | 79-73, 79-73, 79-73. Ранхель не смог продолжить бой из-за рассечения.                                                                       |
| 16  | 16-0        | 16 октября 2006  | Альфонсо Санчес (20-5-1)      | Онтарио (Калифорния), США                 | KO 1 (8), 2:44    | Санчес был в нокдауне дважды. |
| 15  | 15-0        | 18 августа 2006  | Мартин Рамирес (6-16-1)       | Корона (Калифорния), США                  | RTD 5 (8), 3:00   | |
| 14  | 14-0        | 23 июня 2006     | Артуро Урена (17-12-1)        | Онтарио (Калифорния), США                 | TKO 3 (10), 00:27 | Защитил молодёжный титул WBC в первом полусреднем весе.                                                                                     |
| 13  | 13-0        | 13 мая 2006      | Хесус Абель Сантьяго (9-12-1) | Ланкастер (Калифорния), США               | KO 6 (8)          | |
| 12  | 12-0        | 31 марта 2006    | Илай Эддисон (8-0-0)          | Онтарио (Калифорния), США                 | UD 8 (8)          | 80-72, 79-73, 78-74. Защитил молодёжный титул WBC в первом полусреднем весе.                                                                |
| 11  | 11-0        | 17 февраля 2006  | Рафаэль Ортис (9-11-1)        | Онтарио (Калифорния), США                 | RTD 2 (10), 00:27 | Защитил молодёжный титул WBC в первом полусреднем весе.                                                                                     |
| 10  | 10-0        | 21 ноября 2005   | Хорхе Альберто Падийя (6-2-0) | Онтарио (Калифорния), США                 | RTD 9 (10), 03:00 | |
| 9   | 9-0         | 23 сентября 2005 | Франсиско Ринкон (10-2-0)     | Корона (Калифорния), США                  | UD 10 (10),       | 100-90, 100-90, 100-90. Выиграл молодёжный титул WBC в первом полусреднем весе.                                                             |
| 8   | 8-0         | 26 августа 2005  | Хуан Йоани Сервантес (11-6-2) | Корона (Калифорния), США                  | UD 6 (6),         | 60-53, 60-53, 60-53. |
| 7   | 7-0         | 21 июля 2005     | Маркош Кошта (0-1-0)          | Лос-Анджелес, (Калифорния), США           | TKO 5 (6) 02:15,  | |
| 6   | 6-0         | 3 июня 2005      | Хусто Альмасан (14-42-5)      | Онтарио (Калифорния), США                 | TKO 6 (6),        | 60-52, 59-53, 59-53. |
| 5   | 5-0         | 25 апреля 2005   | Рамон Ортис (1-9-3)           | Онтарио (Калифорния), США                 | KO 3 (6), 02:49   | |
| 4   | 4-0         | 28 марта 2005    | Карлос Парра (3-2-0)          | Онтарио (Калифорния), США                 | KO 1 (4), 01:59   | |
| 3   | 3-0         | 22 ноября 2004   | Луис Медина (0-1-0)           | Онтарио (Калифорния), США                 | KO 1 (4), 00:18   | |
| 2   | 2-0         | 29 октября 2004  | Рауль Нуньес (Дебют)          | Онтарио (Калифорния), США                 | UD 4 (4),         | 40-36, 40-36, 40-36. |
| 1   | 1-0         | 20 августа 2004  | Франсиско Мартинес            | Корона, (Калифорния), США                 | TKO 2 (4),        | Профессиональный дебют. |